# چارلز لوئیس تیفانی
چارلز لوئیس تیفانی (انگلیسی: Charles Lewis Tiffany؛ ۱۵ فوریهٔ ۱۸۱۲ – ۱۸ فوریهٔ ۱۹۰۲) کارآفرین، جواهر فروش، بازرگان و مدیر ارشد اجرایی آمریکایی بود، که در سال ۱۸۳۷ شرکت تیفانی اند کو. را تأسیس نمود.